# Pedro Julio Sánchez
Pedro Julio Sánchez Puente (* 8. April 1940 in Chaparral (Kolumbien)) ist ein ehemaliger kolumbianischer Radrennfahrer.

## Sportliche Laufbahn
Sánchez war im Straßenradsport aktiv. Er war Teilnehmer der Olympischen Sommerspiele 1964 in Tokio. Im olympischen Straßenrennen wurde er 21. Im Mannschaftszeitfahren kam das Team mit Rubén Darío Gómez, Pablo Hernández, Javier Suárez und Pedro Sánchez auf den 21. Platz.
Er war auch Teilnehmer der Olympischen Sommerspiele 1968 in Montreal. Im olympischen Straßenrennen wurde er auf dem 30. Rang klassiert.
Bei den Zentralamerikanischen und karibischen Spielen 1966 gewann er die Goldmedaille im Mannschaftszeitfahren. 1968 wurde er Gesamtsieger der Vuelta a Colombia. In der Vuelta a Colombia gewann er 1962, 1967, 1968, 1969 und 1971. Etappen.